# 千原光雄
千原 光雄（ちはら みつお、1927年9月15日 - 2016年8月17日）は、日本の藻類学者、筑波大学名誉教授。

## 生涯
千葉県生まれ。1952年、東京文理科大学生物学科卒業、東京教育大学下田臨海実験所助手。1961年、「日本産カギノリ科植物の生活環」で東京教育大学理学博士。
1964年より国立科学博物館植物研究部勤務、1972年、東京教育大学助教授、教授、筑波大学教授、91年定年退官、名誉教授。1991年より1998年まで日本赤十字看護大学教授、1998年より2003年まで千葉県立中央博物館館長。
2016年死去、叙従四位、瑞宝中綬章追贈。

## 著書
- 『標準原色図鑑全集 第15巻 海藻 海浜植物』保育社 1970

### 編共著・監修
- 『海べの観察』編 保育社の少年写真文庫 1957
- 『学研中高生図鑑 12 海藻』監修 学習研究社 1975
- 『藻類研究法』西沢一俊共編集 共立出版 1979
- 『基礎からベスト基本問題集生物IB』臼田浩一,本橋晃共著 学習研究社 1997
- 『基礎からベスト生物IB』臼田浩一, 本橋晃共著 学習研究社 1997
- 『藻類多様性の生物学』編著 内田老鶴圃 1997
- 『日本産海洋プランクトン検索図説』村野正昭共編 東海大学出版会 1997
- 『藻類の多様性と系統』編 裳華房 バイオディバーシティ・シリーズ 1999
- 『日本の海藻』監修 学習研究社 フィールドベスト図鑑 2002

### 翻訳
- A.R.O.チャプマン『海藻の生物学 細胞・個体・個体群・群落』共立出版 1981

## 論文
- <千原光雄